# زنان در قرآن

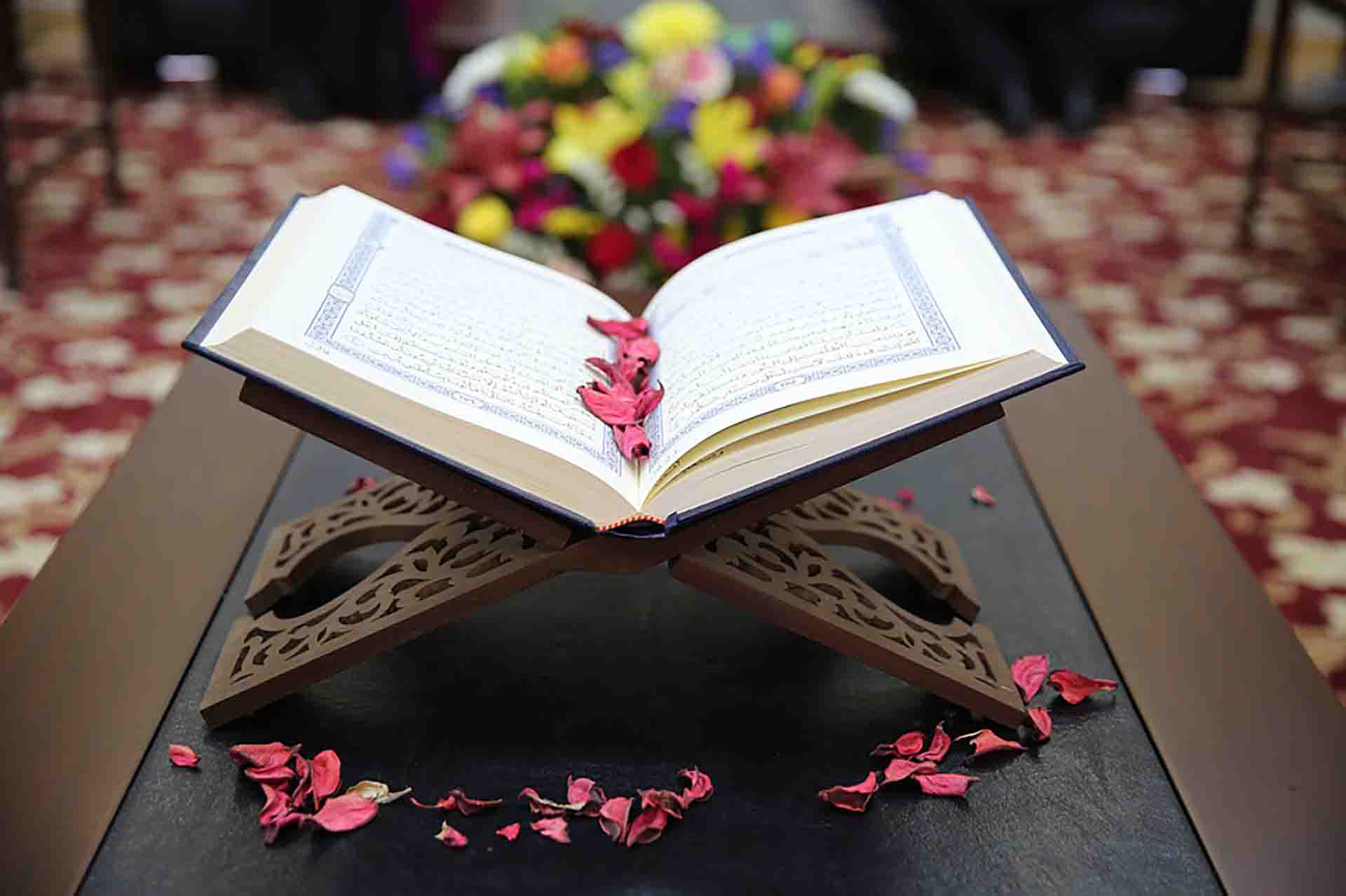
قرآن کریم.

زنان در قرآن شامل مجموعهٔ رویداد‌های شخصیت‌های زن در داستان‌ها و اخلاقیات و همچنین شامل احکام اسلام در مورد زنان است. برخی از زنان با دید مثبت به تصویر کشیده می‌شوند، در حالی که برخی دیگر به دلیل اقدامات خود محکوم می‌شوند.
مریم تنها زنی است که در قرآن به نام او ذکر شده‌است. نام دیگران از سنت‌های مختلف ناشی می‌شود. بیشتر زنان در قرآن به عنوان مادر یا همسر رهبران یا پیامبران معرفی شده‌اند. آنها از برخی جنبه‌ها استقلال خاصی از مردان را حفظ کردند. به عنوان مثال، قرآن زنانی را توصیف می‌کند که قبل از همسرانشان یا زنانی که به‌طور مستقل با محمد بیعت کردند، به دین اسلام روی آوردند. قرآن مریم دختر عمران را برتری یافته نسبت به تمام زنان می‌داند.
به عقیده برخی، این داستان‌ها در هر دو تفسیر کلاسیک و ادبیات عامیانه جوامع مردسالار مورد دستکاری و تفسیر سخت قرار گرفته‌اند. هنجارهای فرهنگی موجود در یک نظام مرد سالاری، نحوه برخورد این جوامع با متن را شکل داده و روایتی فراگیر ایجاد کرده‌است که نحوه تنظیم نسل‌های آینده را برای تفسیر این داستان‌ها و نقش زنان در قرآن حکم می‌کند. در طول تاریخ، مفسران و قانونگذاران مختلف متون مقدس اسلامی به‌طور مداوم زنان ارائه شده در قرآن را به عنوان یک نتیجه از ایدئولوژی مسلط و بافت تاریخی آن زمان، تفسیر می‌کردند. در پی مدرنیته و ظهور فمینیسم اسلامی، بسیاری از محققان در جستجوی متن اصلی هستند، تفسیرهای کلاسیک پذیرفته شده از زنان را مورد بررسی مجدد قرار می‌دهند و نقش زنان را در قرآن دوباره تصور می‌کنند.

## اسامی زنان در قرآن
به طور کلی قرآن در حدود دویست آیه مستقیما دربارۀ زنان سخن گفته‌است. آیاتی که به طور مستقیم به موضوع زنان می‌پردازند با واژه‌هایی همچون «نساء، اِمرَأة، امّ، مومنات، صالحات، بنات، زوجة، اخت و ...» آمده‌اند. از دیدگاه قرآن، زن و مرد هر دو از یک سرچشمه جوشیده‌اند و آن دو را خداوند مستقل آفرید اما طبیعت‌شان را گوناگون قرار داد.
بیشتر زنان در قرآن به عنوان مادر یا همسر رهبران یا پیامبران معرفی شده‌اند. آنها از برخی جنبه‌ها استقلال خاصی از مردان را حفظ کردند. به عنوان مثال، قرآن زنانی را توصیف می‌کند که قبل از همسرانشان یا زنانی که به‌طور مستقل با محمد بیعت کردند، به دین اسلام روی آوردند.

## حوا
قرآن، نام همسر آدم را مشخص نکرده‌است؛ هرچند در روایات نام حوا آمده‌است، و حوا را نخستین زن و مادر نسل بشر می‌دانند. خداوند، نخستین زوج انسانی را از نزدیک شدن به درخت منع فرمود. در قرآن، شیطان آن مرد و زن را وسوسه کرد و آن دو نافرمانیِ خدا را کردند و به کیفر خدایی گرفتار شدند. بنابراین، در قرآن سخن از این که همسر آدم، وی را اغوا کرد و او را به خوردن از میوه ممنوع واداشت، نرفته‌است بلکه حتی در بعضی آیات کل تقصیر را به آدم نسبت داده‌است، برای نمونه آیه ۱۲۰ و ۱۲۱ سوره طه نه تنها هیچ نقشی برای حوا در وسوسه شدن قائل نیست بلکه وسوسه شدن توسط شیطان را تنها به آدم نسبت می‌دهد.
«سپس شیطان (به نیرنگ و حیله نشست و) آدم را وسوسه کرد (و بدو) گفت: ای آدم آیا تو را به درخت جاودانگی و مُلک فناناپذیر رهنمود کنم؟» سورهٔ طه، آیهٔ ۱۲۰

## همسران نوح و ابراهیم
از همسر نوح و همسر لوط هم‌چون دو نمونه از کسانی که کفر ورزیده‌اند، یاد می‌شود. آنان به همسران خود که مردانی نیک بودند، خیانت ورزیدند و به آتش دوزخ فرستاده خواهند شد.
بنا به قرآن، ساره زن ابراهیم هنگامی که میهمانان خدا مژدهٔ ولادت پسری را (اسحاق) به او می‌دهند، می‌خندد و با آن‌ها گفتگو می‌کند. همینطور آیاتی در مورد همسر دیگر وی هاجر که مادر اسماعیل بود. قرآن، اشارات گذرایی به مادر و خواهر موسی و همچنین دختران شعیب و نیز به همسر فرعون که موسی را پذیرفت دارد و آن سه را زنانی مؤمن می‌داند.

## زنان بنی‌اسرائیل
در سوره نمل، داستان سلیمان و ملکه سبا آمده‌است. ملکه سبا تنها پادشاه زن که قرآن از او یاد کرده است. در تفاسیر و احادیث نام او بلقیس ذکر گردیده‌است. قرآن ملکه سبا را ملکه‌ای اهل مشورت با صاحب‌نظران توصیف می‌کند، که از هر چیزی به او داده شده بود و تختی بزرگ داشت، او دعوت سلیمان را می‌پذیرد و نزد او می‌آید و با سلیمان تسلیم خدا می‌شود.
همچنین به زلیخا همسر عزیز مصر نیز اشاره شده‌است.

## مریم مقدس
یکی از زنانی که در قرآن از وی نام برده شده‌است، مریم دختر عمران است؛ قرآن برخلاف انجیل حوادث زندگی مریم را از ابتدای تولد او دنبال می‌کند، و این‌که زکریا سرپرستی او را برعهده گرفت. در قرآن آمده‌است که از نزد خدا به مریم در محراب عبادت روزی بی‌حساب رسیده‌است. همچنین در قرآن، مریم بر تمامی زنان جهان برتری یافته‌است. فرشتگان به مریم به فرزندی به نام عیسی بشارت دادند و مریم باکره، به عیسی حامله شد. و همچنین در این آیات به حنا مادر مریم مقدس نیز اشاره می‌کند.
وَإِذْ قَالَتِ الْمَلَائِكَةُ يَا مَرْيَمُ إِنَّ اللَّهَ اصْطَفَاكِ وَطَهَّرَكِ وَاصْطَفَاكِ عَلَىٰ نِسَاءِ الْعَالَمِينَ (ترجمه: و (به یاد آورید) هنگامی را که فرشتگان گفتند: «ای مریم! خدا تو را برگزیده و پاک ساخته؛ و بر تمام زنان جهان، برتری داده‌است.)[آل عمران–۴۲]

## زنان صدر اسلام
بیشتر مفسرین بر این باورند که زنانی که در آیات ابتدایی سورۀ تحریم به آنان اشاره شده، دو تن از همسران پیامبر اسلام، عایشه و حفصه بودند. قرآن آن دو را به خاطر فاش کردن رازی که پیامبر به یکی از ایشان سپرده بود، سرزنش کرده و به توبه دعوت نموده‌است. هرچند سیدمحمدحسین طباطبایی این تفسیر را ناسازگار با بقیۀ آیات سورۀ تحریم می‌داند.
آیات افک، دربارهٔ تهمت زدن گروهی از مردم به یکی از زنان مسلمان است. در این آیات، خداوند مردم را به دلیل اتهام وارد کردن و دامن زدن به شایعات، تقبیح می‌کند. اغلب مفسران اهل سنت شخص متهم شده را عایشه می‌دانند که قرآن به دفاع و رفع اتهام از او پرداخت، اما بیشتر مفسران شیعه معتقدند فرد مورد اشاره ماریه قبطیه است.
از دیدگاه مفسرین شیعه، در آیاتی همچون سورهٔ کوثر اشاره به فاطمه زهرا شده‌است.
ام‌جمیل، همسر ابولهب و خواهر ابوسفیان از دیگر زنانی است که در قرآن (سورهٔ مسد) به او اشاره‌ شده‌است.